# Milan Žurman
Milan Žurman, slovenski častnik, * 6. november 1964, Ljubljana.

## Vojaška kariera
- vodja projekta Roland
- poveljnik, 1. bataljon zračne obrambe Slovenske vojske (2001)
- poveljnik, Poveljstvo sil SV (2019-2020)

## Čini in napredovanja
- major (1998)
- podpolkovnik (14. maj 2002)
- polkovnik (2009)
- brigadir (2015)

## Odlikovanja in priznanja
- srebrna medalja Slovenske vojske (8. maj 2002)

1. ↑  »Brigadier General Milan Žurman« (PDF). Pridobljeno 6. januarja 2024.